# Rockstar 101
Rockstar 101 is een nummer van de Barbadiaanse zangeres Rihanna, afkomstig van haar vierde studioalbum Rated R.. Het nummer werd in de Verenigde Staten en het Verenigd Koninkrijk als de vierde single van het album Rated R. uitgebracht op 2 juni 2010.